# Portret van de twee dochters van Otto Marstrand en hun West-Indische kindermeisje, Justina, in de tuinen van Frederiksberg
Portret van de twee dochters van Otto Marstrand en hun West-Indische kindermeisje, Justina, in de tuinen van Frederiksberg (Deens: Portræt af Otto Marstrands to døtre og deres vestindiske barnepige, Justina, i Frederiksberg Have) is een schilderij van Wilhelm Marstrand uit 1857. Het is een voor die tijd ongebruikelijk schilderij, omdat een zwarte vrouw de centrale plaats inneemt. In 2017 kocht het Statens Museum for Kunst in Kopenhagen het schilderij op een veiling.

## Voorstelling
Otto Jacob Marstrand (1809 - 1891) was de oudste broer van de schilder. In 1830 emigreerde hij naar Deens-West-Indië, waar hij in Charlotte Amalie, de hoofdstad van Saint Thomas, handelde in hout en een belangrijke maatschappelijke positie innam. Om zijn zoon Osvald een goede opleiding te geven, stuurde hij hem in 1855 naar Denemarken, toen de jongen negen jaar oud was. Hij woonde bij Wilhelm Marstrand en zijn gezin in slot Charlottenborg, waar de schilder als professor aan de kunstacademie een appartement had. In 1856 kwam zijn moeder Annie Dorothea met haar andere kinderen op bezoek in Kopenhagen, in 1857 gevolgd door Otto Marstrand. Zijn broer maakte van die gelegenheid gebruik om een familieportret te schilderen in de tuinen van Frederiksberg.
Op het schilderij zijn de twee dochters van Otto Marstrand te zien, links Emily Ottilie en Annie Lætitia rechts, in dezelfde blauw-groene jurken. Zij houden hun kindermeisje Justina stevig vast. Op de achtergrond zijn Otto, zijn vrouw Annie en zoon Osvald afgebeeld. Justina, die de toeschouwer kalm aankijkt, is echter het onmiskenbare middelpunt van het schilderij. Dit blijkt niet alleen uit de compositie, maar ook uit het kleurgebruik. Haar zwarte huid, de witte jurk, de scharlakenrode shawl en de gele hoofddoek steken af tegen de blauwe en groene achtergrond. 
Hoewel de slavernij in 1848 was afgeschaft in Deens-West-Indië, was het na die tijd nog zeer gebruikelijk om een zwarte vrouw aan te stellen als kindermeisjes, ook als een reis naar het verre thuisland gemaakt werd. Het was echter zeer ongebruikelijk dat zo'n zwart personeelslid een centrale plaats innam op een kunstwerk. Hiervan zijn slechts enkele voorbeelden bekend.

## Herkomst
Het schilderij is altijd in bezit van de familie gebleven. Oudste dochter Emily erfde het van haar ouders. Later kreeg Emily's jongste dochter Edna het werk in bezit. Zij liet het na aan haar kleindochter, die het werk liet veilen, omdat zij zelf geen nakomelingen had. Op 30 mei 2017 kocht het Statens Museum het schilderij voor 900.000 DKK (circa €120.000). Tot die tijd was het familieportret slechts op twee tentoonstellingen (in 1859 en 1898) te zien geweest voor het publiek.